# ATP Challenger Bad Saarow
Der ATP Challenger Bad Saarow (offiziell: Bad Saarow Challenger) war ein Tennisturnier, das 1996 einmal in Bad Saarow, Brandenburg, stattfand. Es gehörte zur ATP Challenger Tour und wurde im Freien auf Sand gespielt.

## Liste der Sieger

### Einzel
| Jahr | Sieger        | Finalgegner      | Ergebnis |
| ---- | ------------- | ---------------- | -------- |
| 1996 | Magnus Norman | Jens Knippschild | 6:2, 6:2 |

### Doppel
| Jahr | Sieger                           | Finalgegner               | Ergebnis |
| ---- | -------------------------------- | ------------------------- | -------- |
| 1996 | Jens Knippschild Marcos Ondruska | Paul Rosner Joost Winnink | 6:3, 6:3 |